# Kazimiera Grottowa
Kazimiera Grottowa z domu Adamowicz (ur. 2 lutego 1904 r. w Suwałkach, zm. 11 marca 1960 r. w Łodzi) – polska historyk sztuki, doktor filozofii, dyrektor departamentu w Ministerstwie Kultury i Sztuki, bibliotekarka.

## Życiorys
Urodziła się w rodzinie Kazimierza i Jadwigi Franciszki (z domu Opalińskiej). Ojciec pracował jako archiwista w suwalskiej dyrekcji Towarzystwa Kredytowego Ziemskiego. Dziadek ze strony matki, Tytus Opaliński, brał udział w powstaniu styczniowym. Sama zaś Kazimiera była członkiem Polskiej Organizacji Wojskowej.
Maturę z wyróżnieniem zdała w Suwałkach w 1921 r. Studiowała historię sztuki na Uniwersytecie Poznańskim. Tu również uzyskała stopień doktora filozofii. Promotorem jej pracy doktorskiej pt. „Benardo Bellotto-Canaletto i jego widoki Warszawy” (1928 r.) był prof. Szczęsny Dettloff. Po powrocie z zagranicy (gdzie prowadziła indywidualne studia) osiadła w Warszawie. Tu w latach 1930-1939 kierowała biblioteką Wydziału Architektury Politechniki Warszawskiej. Równocześnie rozpoczęła pracę nad habilitacją kilkakrotnie wyjeżdżając za granicę do Francji i Włoch.

W 1931 r. wyszła za mąż za Eugeniusza Grotta – syna warszawskich przemysłowców, inżyniera i właściciela firmy zajmującej się budową mostów.  II wojnę światową, Powstanie Warszawskie i pięć lat powojennych wraz z synem Bogumiłem (ur. 1940 r.) spędziła w Warszawie.
Po wojnie, w latach 1945-1947, była dyrektorem departamentu w Ministerstwie Kultury i Sztuki, następnie (od maja 1947 r.) pracowała w Bibliotece Narodowej, gdzie kierowała m.in. Biurem Międzynarodowej Wymiany Wydawnictw. Od 1 sierpnia 1950 r. przeszła do pracy w Bibliotece Jagiellońskiej. Wysokie kwalifikacje naukowe Dr Grottowej jako kierownika Oddziału Gromadzenia i Uzupełniania Zbiorów sprawiły, że w styczniu 1955 r. uzyskała tytuł kustosza. Oprócz pracy zawodowej prowadziła w dalszym ciągu badania naukowe, których wynikiem była książka „Zbiory sztuki Jana Feliksa i Walerii Tarnowskich w Dzikowie (1803-1849)” wydana przez Ossolineum w 1957 r. Mimo ciężkiej choroby przygotowywała kolejną publikację „Krytyka Salonu (1787) Stanisława Kostki Potockiego na tle ówczesnej krytyki francuskiej”. Zmarła w Łodzi 11 marca 1960 r. Pochowana została 15 marca tegoż roku w Warszawie na Starych Powązkach w kwaterze rodzinnej (kw. 33, rz. 5, m. 4,5).

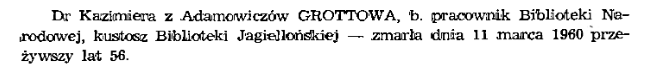
Informacja o śmierci Kazimiery Grottowej – „Przegląd Biblioteczny” (1960 r.)

## Wybrane publikacje
- Muzeum Dawnej Warszawy, „Stolica” 1947, nr 20 (artykuł).
- Muzeum Historii i Rekonstrukcji Moskwy,„Twórczość” 1947, nr 11 (artykuł).
- Polityka gromadzenia zbiorów w bibliotekach szkół wyższych (referat główny towarzyszący sopockiej konferencji zorganizowanej przez Ministerstwo Szkolnictwa Wyższego – 1956 r.)
- Zbiory sztuki Jana Feliksa i Walerii Tarnowskich w Dzikowie (1803-1849), Wrocław 1957 (książka).

## Eugeniusz Grott
W sierpniu 1939 r. zmobilizowany do wojska. Brał udział w kampanii wrześniowej jako saper, po czym wycofał się ze swoim oddziałem na Litwę. Trafił do niewoli. Prawdopodobnie został wywieziony do ZSRR, do jednego z obozów. Prowadzone po wojnie przez Kazimierę Grottową poszukiwania męża nie przyniosły oczekiwanych rezultatów, a wręcz zostały potraktowane jako akt wrogości w stosunku do ZSRR i stały się powodem do usunięcia jej ze stanowiska dyrektora departamentu w Ministerstwie Kultury i Sztuki.

## Ciekawostka
W suwalskim Archiwum Państwowym zachował się akt urodzenia Kazimiery Grottowej z d. Adamowicz – Księga akt urodzeń, małżeństw i zgonów wyznania parafii rzymskokatolickiej w Suwałkach z 1904 r. akt nr 95.